# Teinopalpus
Teinopalpus is een geslacht van vlinders in de familie van de pages (Papilionidae).

## Soorten
- Teinopalpus aureus Mell, 1923
- Teinopalpus imperialis Hope, 1843